# Jana Janěková
Jana Janěková, rozená Válková (* 5. června 1955 Zlín), je česká herečka, režisérka, fotografka a divadelní pedagožka, sestra dirigenta Romana Válka.

## Studium a kariéra
Pochází z umělecké rodiny, otec byl hudebník, sbormistr a pedagog, známým hudebníkem je i její mladší bratr Roman. Na Pražské konzervatoři v roce 1976 vystudovala hudebně-dramatický obor.
Během studií hostovala v Divadle E. F. Buriana a J. Wolkera. Jejím prvním divadelním angažmá se stalo Východočeské divadlo v Pardubicích, kde působila v letech 1976–1978, poté si zahrála krátce v Hradci Králové. V letech 1979–1981 hrála v Divadle Oldřicha Stibora v Olomouci, od roku 1980 do roku 1985 v ostravském Divadle Petra Bezruče. Následovalo delší významné angažmá ve Státním divadle v Brně (dnešní Národní divadlo Brno), kde působila v letech 1987 až 2005 jako herečka a režisérka.
Ve filmu a v televizi se zpočátku objevovala sporadicky, jednalo se většinou o menší či epizodní role, později vystupovala často zejména v pořadech ostravského a brněnského studia, kde hrála stěžejní postavy v mnoha TV inscenacích Československé televize. Svoji první velkou seriálovou roli získala v prvním českém sitcomu TV Nova Nováci z roku 1995, posléze si zahrála i v dalších televizních seriálech. Prozatím jedinou výraznou filmovou hlavní rolí byla psycholožka Hana v českém filmu režisérky Věry Chytilové Hezké chvilky bez záruky.
Spolupracuje s rozhlasem, příležitostně dabuje, vedle herectví a divadelní režie se od roku 1991 věnuje pedagogické činnosti na brněnské JAMU, kde vede samostatný ateliér muzikálového herectví. Dále je též činná v oboru umělecké fotografie.

## Osobní život
Má tři děti, její dcera Jana Janěková mladší, jejímž otcem je herec Petr Svojtka, se stala také herečkou.

## Divadelní role, výběr

### Divadlo Oldřicha Stibora Olomouc
- 1981 Saša Lichý: Kouzelná lampa Aladinova, Badr-al-badúra, sultánova dcera, režie Jiří Vrba
- 1981 L. Stroupežnický: Naši furianti, Kristina, režie Karel Nováček
- 1981 C. Higgins: Harold a Maude, Sylvie Gazellová, režie Jiří Vrba

### Divadlo Petra Bezruče Ostrava
- 1982 V. Nezval: Manon Lescaut, titulní role, režie Ivan Balaďa
- 1982 J. Anouilh: Skřivánek, Jana, režie Josef Janík
- 1983 Peter Shaffer: Amadeus, Konstanze Weberová, režie Josef Janík
- 1983 László Gyurkó: Elektro, má lásko, titulní role, režie Pavel Palouš
- 1985 J. Heller: Hlava XXII, Sestra Ducketová, režie Zdeněk Kaloč
- 1986 Luigi Chiarelli: Maska a tvář, Savina Grazia, režie Pavel Palouš
- 1987 Molière: Misantrop, Celimena, režie Josef Janík

### Státní/Národní divadlo Brno
- 1987 E. Rostand: Cyrano z Bergeracu, Roxana (alternace Jitka Sedláčková), režie Stanislav Moša
- 1987 L. N. Tolstoj: Anna Kareninová, titulní role, režie Oto Ševčík
- 1988 E. O'Neill: Smutek sluší Elektře, Lavínie, režie Zdeněk Kaloč
- 1989 Marin Držić: Dundo Maroje, Petruněla, režie Ivica Kunčević
- 1990 Grigorij Gorin: Tovje vdává dcery, Cajtl, režie Zdeněk Kaloč
- 1990 D. Fischerová: Hodina mezi psem a vlkem, Kateřina de Vauselles, režie Miloš Hynšt
- 1991 F. Dürrenmatt: Návštěva staré dámy, Druhá žena, režie Alois Hajda
- 1992 F. M. Dostojevskij, Albert Camus (dramatizace): Běsi, Líza, režie Zdeněk Kaloč
- 1993 W. Shakespeare: Večer tříkrálový, Olivie, režie Jakub Korčák
- 1993 B. Němcová, A. Goldflam (dramatizace): Babička, Viktorka, režie Arnošt Goldflam
- 1994 W. Shakespeare: Zkrocení zlé ženy, Kateřina, režie Zbyněk Srba
- 1996 G. Feydeau: Dáma od Maxima, Paní Ponantová, režie Zdeněk Kaloč
- 1997 J. W. Goethe: Faust I, Marta, režie Zbyněk Srba
- 1998 Enid Bagnoldová: Zahrada na křídě, Olivie, režie Jakub Korčák
- 1999 W. Shakespeare: Hamlet, Gertruda, režie Zdeněk Kaloč (ve stejné roli také v dalším nastudování Z. Kaloče z roku 2002)
- 2000 Elvio Porta: Opera za tři vajgly, Luciana, režie Karel Kříž
- 2000 W. Shakespeare: Sen noci svatojánské, Titánie, režie Martin Čičvák
- 2001 B. Strauß: Ithaka, Pénelopa, režie Martin Čičvák
- 2002 W. Shakespeare: Komedie omylů, Abatyše Emilie, režie Zbyněk Srba
- 2003 C. Goldoni: Treperendy, Beatrice, režie Martin Čičvák
- 2004 Bratři Mrštíkové: Rok na vsi, Vrbčena, režie Zbyněk Srba

### Divadlo Palace Praha
- 2011 Dan Gordon: Cena za něžnost, Aurora Greenwayová, režie Viktorie Čermáková

## Divadelní režie, výběr

### Národní divadlo Brno
- 2000 W. Shakespeare: Hamlet, Malá scéna Mahenova divadla Brno (činohra)
- 2002 Patrik Marber: Na dotek, Malá scéna Mahenova divadla Brno (činohra)
- 2004 Paloma Pedrero: Noci letmé lásky, Malá scéna Mahenova divadla Brno (činohra)

### Slezské divadlo Opava
- 2005 Miro Gavran: Vše o ženách (činohra)
- 2006 B. Bacharach, Neil Simon: Sliby chyby (muzikál)
- 2010 Paloma Pedrero: Anna 11. března (činohra)

### Hudební festival Znojmo
- 2005 G. F. Händel, John Gay: Acis a Galatea, Divadlo Pasáž Třebíč (opera)
- 2006 W. A. Mozart, Lorenzo Da Porte: Don Giovanni, Městské divadlo Znojmo (opera)
- 2010 H. Purcell, J. Dryden: Král Artur/Král Artuš, Jízdárna Louckého kláštera (semi-opera)

### Studio Dva Praha
- 2007 Miro Gavran: Vše o ženách, Letní scéna Vyšehrad (činohra)
- 2008 Miro Gavran: Vše o mužích, Letní scéna Vyšehrad (činohra)

### Divadlo v Řeznické Praha
- 2011 Paloma Pedrero: Neuchopitelné lásky (činohra)

### JAMU Brno
- 2001 Kéž slunce svítí na západní stranu Chicaga, Studio Marta Brno (absolventský koncert 4. ročníku)
- 2004 Dada Klementová, Pavlína Hoggard: Vznešené vášně aneb Jindřich VIII. a jeho šest žen, Studio Marta Brno (činohra)
- 2008 John-Michael Tebelak, Stephen Schwartz: Godspel, Studio Marta Brno (činohra)
- 2008 W. Shakespeare, Dada Klementová: Večer tříkrálový, Studio Marta Brno (muzikál)
- 2010 Jana Janěková (scénář), J. Suchý (texty), J. Šlitr (hudba): Anděl z půdy aneb Co vodnes čas, Studio Marta Brno (muzikál)
- 2011 Jana Janěková (scénář), J. Suchý (hudba a texty), J. Šlitr (hudba a texty): Líbej mě, líbej aneb Sen o kostkované košili Jiřího Šlitra, Studio Marta Brno (muzikál)
- 2012 Tom Snow, Dean Pitchford, Walter Bobbie: Footloose/Tanec není zločin, Divadlo na Orlí, hudebně dramatická laboratoř Brno (muzikál)
- 2013 D. Fikejz, Pavlína Hoggard: Pokrevní sestry, Divadlo na Orlí, hudebně dramatická laboratoř Brno (muzikál)

## Filmografie, výběr

### Televize
- 1983 Hrom do kapelníka (TV komedie) - role: servírka Božka
- 1984 My všichni školou povinní (TV seriál) - role: Dana Mrázová
- 1985 Tvář za oknem (TV inscenace) - role: Eliška Martínková
- 1986/1987 Velké sedlo (TV seriál)
- 1987 Start do protisměru (TV film) - role: Dr. Jana Malá
- 1988 Chirurgie (TV přepis povídky) - role: paní doktorová Závadová
- 1988 Dědeček (TV komedie)
- 1991 Černá fortuna (TV film) – role: Černá fortuna
- 1994 Kurýr (TV film) - role: kurýrova přítelkyně
- 1995 Nováci (TV seriál)
- 1996 Detektiv Martin Tomsa (TV seriál)
- 1997 Četnické humoresky (TV seriál)
- 2005 Stříbrná vůně mrazu (TV film)
- 2006 Letiště (TV seriál)
- 2007 Světla pasáže (TV seriál)
- 2011 4teens (TV seriál)
- 2012 Policajti z centra (TV seriál)
- 2013 Cesty domů II (TV seriál)
- 2014 Cesty domů III (TV seriál)

### Film
- 1971 Velikonoční dovolená - role: neurčena
- 1974 Poslední ples na rožnovské plovárně (role neurčena)
- 1978 Lvi salónů (Viržinie)
- 1979 Smrt stopařek – role: číšnice Klímová (pod jménem Jana Válková)
- 1990 Parta za milion – role: Žluťákova matka
- 1998 Stůj, nebo se netrefím (Brandejsová)
- 2006 Hezké chvilky bez záruky (hlavní role psycholožky Hany)
- 2009 Pouta - role: kádrovačka Šimková
- 2010 Dešťová víla - role: máma Pařízková